# 通信大数据行程卡

一张于2022年5月8日生成的通讯大数据行程卡截屏（微信小程序版，部分敏感信息被抹去）。

通信大数据行程卡（简称行程卡，有时简称行程码）是由中国信息通信研究院开发的一款根据手机信令、低功耗蓝牙定位来判定、查询近7天（2022年7月7日前为近14天）左右漫游地及附近是否有2019冠状病毒病确诊病例的软件，短信查询于2020年2月13日上线、网页查询于2020年2月29日上线、小程序及APP于2020年3月6日上线。只需填写自己的手机号并填写短信验证码即可查询。该软件也可在iOS13.7及之后版本中的暴露通知中调用。
自2022年12月13日0时起，“通信行程卡”服务下线，包括短信、网页、微信小程序、支付宝小程序、APP等全部查询渠道。

## 概览
行程卡分独立手机应用程序、微信小程序和支付宝小程序，两者均可提供手机号查询，独立手机应用程序则增加了基于蓝牙低功耗的接觸者追蹤功能。该服务以基站数据服务为依据，但位处行政区划交界处的两地基站信号可能会交叉覆盖，造成手机可能会在未漫游的情况下使用了相邻城市的基站信号。因此，如手机号出现行程查询有误的情况，一般可致电12345、运营商服务热线解决。
行程卡颜色分为绿色、橙色、黄色、红色四种卡片，规则会按实际情况进行实时调整。在服务停用前，所有查询结果均显示为绿卡。行程卡显示信息包括：用户加密手机号、行程信息更新时间、色卡、用户过往7天内（2022年7月7日前为14天内）所有到访过的国家（地区）和停留超过4小时的中国城市。对于有到访过中高风险地区所在的城市，最初以红字表示，2021年1月8日起变更为在城市名称后标注“（该城市包含中高风险地区）”，后又改为右上角加星号（*），不过并不意味着实际访问过中高风险地区，与个人健康状况无关。待过往14天内行程不包含中高风险地区城市或该城市全域均为低风险地区后星号会自行消失。

## 历史
2020年2月13日，中国电信、中国移动、中国联通开始向全国手机用户免费提供本人到访地短信查询服务。2020年3月6日，“通信大数据行程卡”小程序上线。
2022年6月29日起，工信部决定自即日起取消通信行程卡“星号”标记。7月7日起，通信大数据行程卡显示的用户到达或途经地区的时间范围由14天变为7天。
2022年12月12日，工信部发布声明，表示自12月13日零时起，正式下线“通信行程卡”服务。“通信行程卡”短信、网页、微信小程序、支付宝小程序、APP等查询渠道将同步下线。下线后，中国移动、中国联通及中国电信均表示，将擇日删除所有通信行程卡用户一切数据，保障个人信息安全。
2022年12月13日，通信行程卡正式下线，其在微信平台上的状态已经变成“该账号已注销”。

## 使用

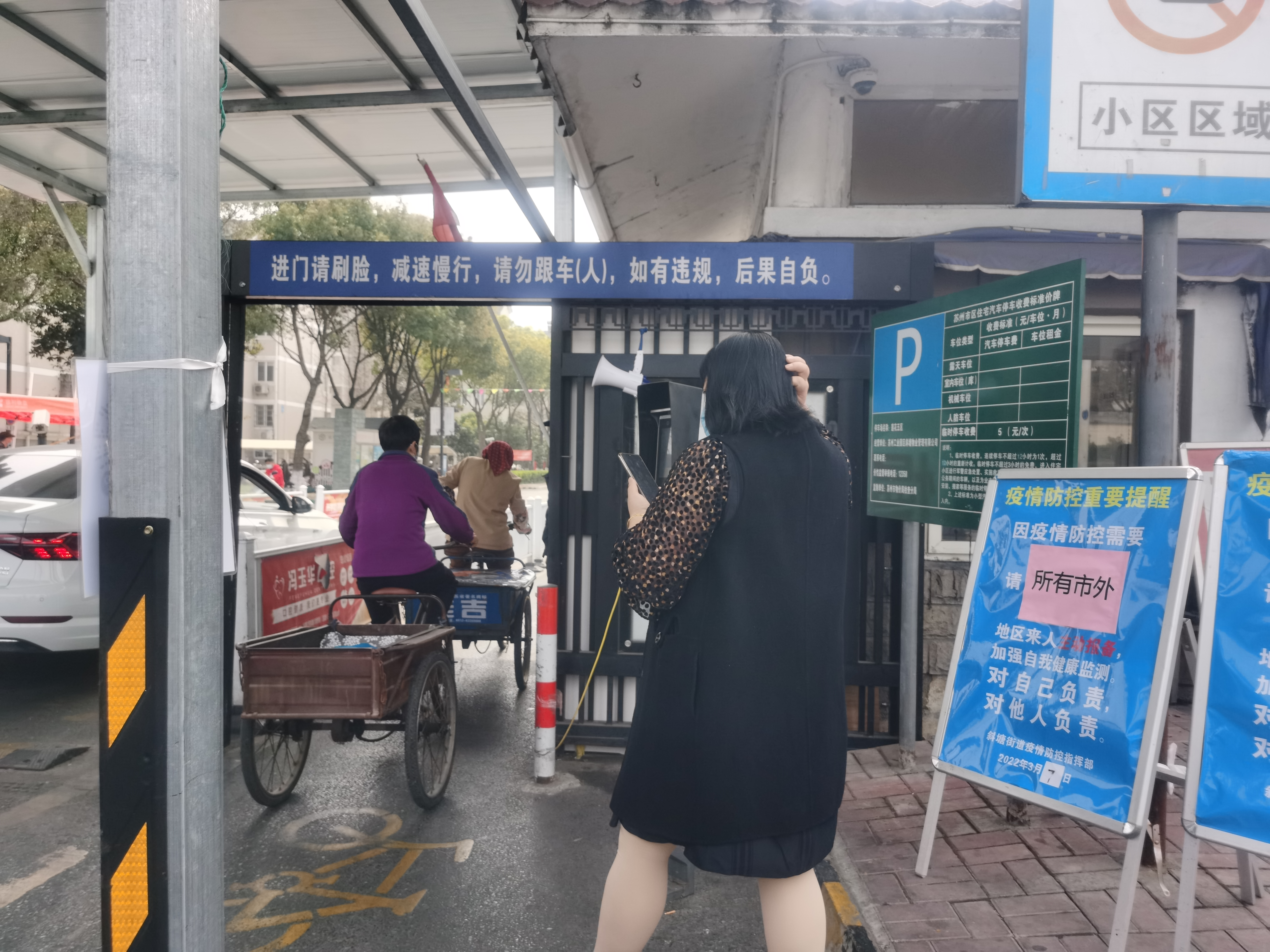
江苏省苏州市一小区门岗，所有人员均需出示行程卡，无异常方可进入

在中国大陆，进入公共场所的人员除需要出示当地健康码外，还需要出示行程卡，一般无异常方可正常进入。根据官方说法，对于带星号（*）的绿色行程卡，虽然基本上不会影响出行，但仍鼓励尽量减少不必要的出行和前往中高危地区的不必要出行，具体政策视各地联防联控机制而定。一些场所管理者（或各地政府）也对行程卡带星号的人员自行制定相关规则，例如完全禁止进入场所或排查旅居史情况，对排除风险人员则允许进入，或进入场所时出示核酸检测阴性结果。部分地区对货运司机行程卡绿卡但带星号予以劝返。

### 爭議
自2022年3月中国大陆第二波疫情大规模爆发后，部分地区收紧防疫措施，一些地区的重点场所也收紧了行程卡查验标准。如江苏省内部分城市，所有人员进入重点场所查验行程卡时，仅允许近14天旅居史仅包括所在城市的人员进入，如有外地旅居史则不允许进入。但以上做法被媒体和官方评价为“一刀切”，中华人民共和国交通运输部也在2022年4月促使各地严禁防控措施简单化、“一刀切”。
2022年5月10日，有网民向工信部留言建议能否考虑将行程卡显示的行程精确到县级，称行程卡只显示地级市，对地级市内防控工作精准化带来不便，也不利于民众出行，要求三大运营商按区县对基站分组。工信部随后回应，受技术原理所限，暂无法精确到各地市的区/县。

### 漏洞
行程卡仅在手机SIM卡接入运营商基站时记录行程信息，故如将手机关机或置于飞行模式既可避免被记录行程，达到逃避监控的目的。2022年出行限制加强后，有大量长途运输从业者、常出差人士使用多部手机或多张手机卡应对行程卡。

### 停用
2022年12月13日，行程卡於中國大陸地區結束使用並刪除線上數據，用戶可下載本地紀念快照留存。